# Dacrycarpus dacrydioides
Il kahikatea (Dacrycarpus dacrydioides (A.Rich.) de Laub.), è una conifera sempreverde della famiglia Podocarpaceae, endemica della Nuova Zelanda.

## Descrizione
Può crescere fino a 55 m di altezza, e il tronco, maggiormente spesso alla base, può raggiungere il metro di diametro. È presente in gran numero nelle foreste di pianura e nelle zone umide di tutta l'Isola del Nord e del Sud. Le foglie sono disposte a spirale; negli esemplari giovani, hanno una forma a punteruolo, sono lunghe 3-8 mm, e sono piegate alla base per poi estendersi orizzontalmente lungo i lati del germoglio in posizione orizzontale; negli esemplari maturi, hanno una forma a squama, sono lunghe 1-3 mm, e sono poste tutto attorno al germoglio. I coni sono piuttosto modificati, con squame che si trasformano alla maturità in un arillo carnoso rosso-arancio con un unico seme apicale di 3-5 mm di diametro. I semi vengono dispersi dagli uccelli, che mangiano le squame carnose e depositano i semi intatti con gli escrementi.
Prima dello sfruttamento forestale su larga scala, erano noti alberi che raggiungevano anche i 60 m di altezza. Un esemplare nella Pirongia Forest Reserve è l'albero nativo più alto della Nuova Zelanda con i suoi 55,1 m di altezza.

## Tassonomia
In passato questa specie era nota con il nome fuorviante di «pino bianco», nonostante non sia affatto un pino; proprio per questo, è preferibile indicarla con il suo nome māori, kahikatea (ma la specie è nota anche con altri nomi māori, come kaikatea, kahika, katea, kōaka e koroī).
Come molte altre specie della famiglia delle Podocarpacee, anche il kahikatea ha cambiato varie volte il proprio nome scientifico, essendo stato classificato in passato nei generi Podocarpus e Nageia. Suoi sinonimi sono P. dacrydioides, D. excelsum, P. thujoides, D. thuioides, D. ferrugineum, N. dacrydioides, N. excelsa e P. excelsus.

## Utilizzi
Poiché il legno non emana odore alcuno ed è pulito e poco pesante, il kahikatea veniva utilizzato per fabbricare le scatole per l'esportazione del burro tra Australia e Nuova Zelanda quando, negli anni '80 del XIX secolo, vennero introdotte le prime tecniche di refrigerazione. Il burro veniva esportato in lotti da 25 kg, e il kahikatea si fece sempre più raro man mano che l'industria delle esportazioni cresceva.
Presso i Maori, il kahikatea aveva molti usi. L'arillo carnoso, o koroi, costituiva un'importante fonte di cibo, e veniva servito durante le feste in grandi quantità. Anche il legno era molto ricercato per fabbricare arpioni per catturare gli uccelli. Un colorante ottenuto dal durame bruciato forniva un pigmento impiegato nei tatuaggi tradizionali (tā moko).
Gli alberi di kahikatea, così come quelli di altre specie delle foreste che crescono in proprietà private, possono essere abbattuti solo dopo aver ottenuto un permesso speciale e con tecniche di abbattimento sostenibili.
Nel 2002 ebbe risonanza internazionale il fatto che le proteste dei maori avessero rallentato per 3 settimane la costruzione di un centinaio di metri di una superstrada in Nuova Zelanda che passava per un loro sito di interesse religioso-culturale (il resto del tratto che in totale era di 12  km in costruzione non subì rallentamenti). Le autorità dapprima diffusero notizie anche diffamatorie con interviste che presentavano i maori come sostenitori di superstizioni secondo le quali il passaggio della strada in quel punto avrebbe causato incidenti poiché vi abitava un mostro di palude (taniwha). Anche la BBC diffuse la notizia in questi termini, con titoli come "Creatura palustre maori rallenta la costruzione di una strada". Quello che non veniva detto invece era che nel tratto fossero presenti alberi di kahikatea e che sarebbero stati abbattuti per la costruzione della strada che i maori contribuirono così a proteggere.